# 饗庭塩

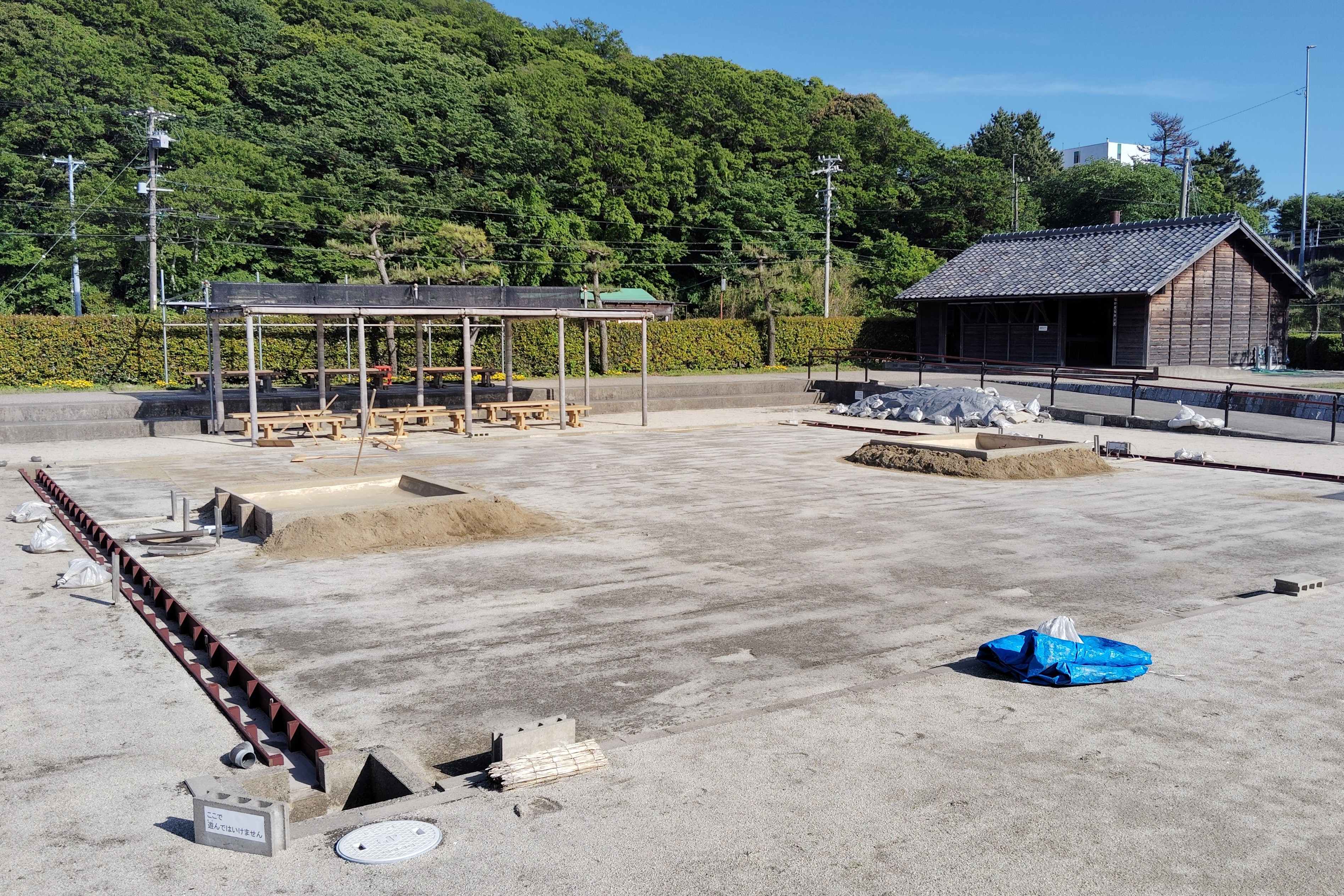
復元された入浜式塩田（西尾市塩田体験館 吉良饗庭塩の里）

饗庭塩（あいばじお）は、かつて愛知県幡豆郡吉良町（現在の西尾市）において生産されていた塩。

## 歴史

### 塩業のはじまり

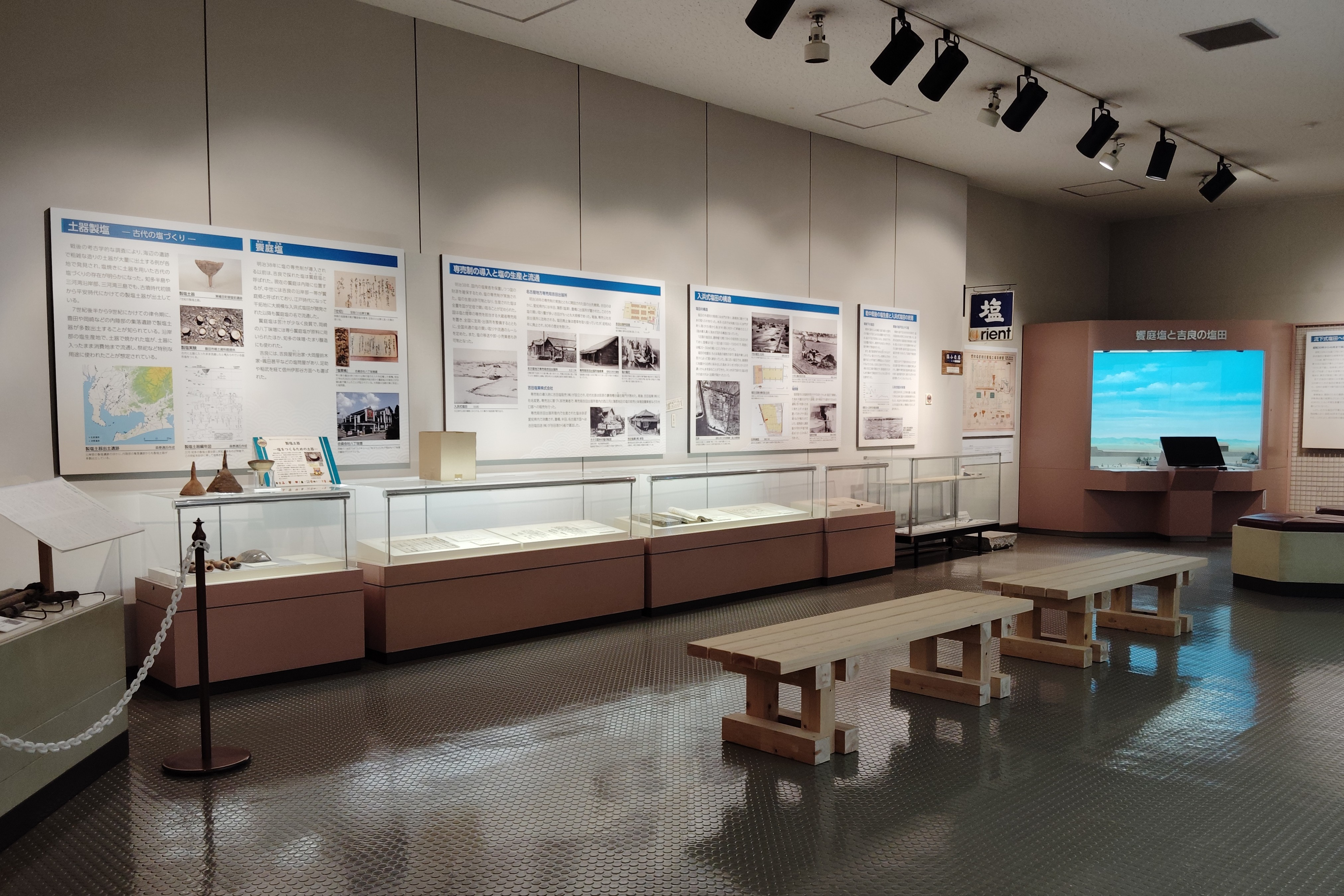
西尾市塩田体験館 吉良饗庭塩の里における製塩業の展示

三河湾沿岸の塩田による塩づくりは戦国時代までさかのぼる。その中でも、饗庭の名を冠した饗庭塩は苦汁分が少なく良質とされた。

### 江戸時代
俗説では、三河国幡豆郡吉良領饗庭を治めていた吉良義央が、当地において15ヘクタールの塩田を開発し、生産させたのがはじまりとされる。しかし実際には、元禄14年（1701年）以前に既に開発されていた幡豆郡の塩田は、甘縄藩松平領だった吉田村の本浜塩田と、幕府領であった富好外新田村の白浜塩田の二つのみで、いずれも吉良領でないことが指摘されている。吉良義央が塩田開発を行った説の初出は戦後とされ、現在では否定されている。
江戸時代には遠浅の三河湾を干拓して大規模な入浜式塩田が営まれた。三河湾沿岸で生産された塩は、飯田街道など「塩の道」を通じて内陸部の信濃国伊那地方などに運ばれた。江戸時代には岡崎城下で製造された八丁味噌にも饗庭塩が用いられた。

### 専売制導入後
1905年（明治38年）には国による塩の専売制が導入され、名古屋塩務局吉田出張所（後の専売公社吉良出張所）が設置された。1910年（明治43年）には国によって第1次塩業整理が、1929年（昭和4年）には第2次塩業整理が行われ、東海地方の塩田は、吉良、一色、塩津のみとなった。1918年（大正8年）の記録には、塩田が140ヘクタール、770人の製塩従事者がいたとある。

### 塩田の廃止
1953年（昭和28年）9月の昭和28年台風第13号の被害により、枝条架を用いた流下式塩田による製塩が行われるようになった。1971年（昭和46年）、国の政策によって全国の塩田が廃止され、イオン交換膜を用いた工場製塩に全面移行した。
2016年（平成28年）4月16日、西尾市塩田体験館 吉良饗庭塩の里が開館した。